# زمین‌لرزه ۱۹۲۱ میساوا
زمین‌لرزه میساوا  در تاریخ ۱۴ اوت ۱۹۲۱ میلادی، برابر با ‎۲۳ مرداد ۱۳۰۰، ساعت ۱۳:۱۵ به زمان یوتی‌سی در اریتره ، منطقه میساوا رخ داد. بزرگی آن ۵٫۷ در مقیاس ریشتر بدست آمده‌است.